# منتخب نيجيريا تحت 20 سنة لكرة القدم للسيدات
منتخب نيجيريا تحت 20 سنة للسيدات لكرة القدم (بالإنجليزية: Nigeria women's national under-20 football team)‏ هو ممثل نيجيريا الرسمي في المنافسات الدولية في كرة القدم في فئة كرة قدم تحت 20 سنة للسيدات، يديريه اتحاد نيجيريا لكرة القدم.